# Řízení státního dluhu
Řízení státního dluhu je subsystém Státní pokladny, který je již v rutinním provozu.
Odbor řízení státního dluhu Ministerstva financí a finančního majetku Ministerstva financí používá při zajištění financování výpůjční potřeby vlády a pro řízení portfolií státu systém Wallstreet Suite od společnosti Wall Street Systems, původně TREMA. Jedná se o specializovaný bankovní software, který používají dluhové služby zemí Evropské unie (například ve Finsku, Portugalsku, Nizozemsku nebo na Slovensku), centrální banky zemí Evropské unie (například Evropská centrální banka, Bundesbanka, Národná banka Slovenska atd.) a některé mezinárodní finanční organizace (například Evropská investiční banka).
V případě Ministerstva financí tento software umožňuje řídit finanční aktiva a státní dluh na potřebné špičkové sofistikované úrovni proto, aby bylo zabezpečeno efektivní financování a refinancování státu, byly ošetřeny transparentním způsobem rizika tohoto financování a nevznikaly tak zbytečné dodatečné náklady státu. Systém komunikuje se standardizovanými tržním informačními a obchodními systémy Reuters a umožňuje přímé vypořádávání operací se státními dluhopisy na sekundárním trhu prostřednictvím národního vypořádacího centra Univyc (zpětné odkupy, sekundární prodeje a repo operace se státními dluhopisy). Platební instrukce jsou generovány v rámci systému a prováděny přímo prostřednictvím internetové platformy ABO-K. 
Systém přináší integrované řešení řízení a kontroly jednotlivých procesů financování státu a řízení portfolia státního dluhu, finančního majetku státu a řízení denní likvidity souhrnného účtu státní pokladny. Vnitřní členění jednotlivých modulů je shodné jako mají jiné bankovní softwary, a které odpovídá operacím a činnostem řízení státního dluhu. Skládá se z front office, který řídí operace státního dluhu pro řízení hotovostí Státní pokladny, emise státních dluhopisů a pro obchodování státu na sekundárním trhu státních dluhopisů a finančních derivátů. Back office zpracovává data a provádí výplaty kupónů dluhopisů, úrokové platby půjček a derivátů, jakož i veškeré potřebné související platební operace. Middle office je intelektuálním centrem  řízení, které především měří rizika portfolia státních dluhopisů prostřednictvím standardních ukazatelů (např. průměrná splatnost, durace, úroková a měnová expozice, atp.), provádí benchmarking pro aktivně spravovaná portfolia státu, provádí tržní oceňování vlastních i cizích finančních instrumentů.
Součástí tohoto software je také účetní modul, který umožňuje zajistit, aby mělo vykazování skutečností státního dluhu a státních finančních aktiv dostatečnou datovou a informační hloubku včetně způsobu účtování předepsaného Eurostatem a příslušnými národními účetními předpisy.
Zdroj: https://web.archive.org/web/20080709064720/http://www.mfcr.cz/cps/rde/xchg/mfcr/xsl/vf_integr_roz_sys.html